# رود ناگارا
رودخانه ناگارا (به انگلیسی: Nagara River) رودخانه‌ای به‌طول ۱۶۶ کیلومتر است که در ژاپن جریان دارد.